# Jules Supervielle

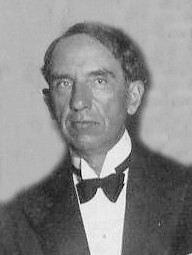
Jules Supervielle, 1940

Jules Supervielle (* 16. Januar 1884 in Montevideo; † 17. Mai 1960 in Paris) war ein Lyriker, Verfasser von Bühnenwerken und Kurzgeschichten, der in französischer Sprache, gleichzeitig aber auch in spanischer Tradition dichtete. Themen Supervielles sind die Sehnsucht nach glücklicher Kindheit, nach der räumlichen Weite seiner südamerikanischen Heimat sowie Fragen der tieferen Identität aller Lebewesen und unseres menschlichen Einklangs mit der Welt.

## Leben
Supervielles baskische Eltern waren nach Uruguay ausgewandert, um dort eine Bank zu gründen. Acht Monate nach seiner Geburt sterben beide während eines Besuches im heimatlichen Béarn an einer Vergiftung. Der junge Jules wächst in Montevideo bis zum neunten Lebensjahr unwissentlich als Waise bei Onkel und Tante auf – beides jeweilige Geschwister seiner echten Eltern. Mit zehn Jahren reist er zum Unterricht an französischen Schulen nach Paris. Die wenig später folgende Enthüllung des Todes seiner wahren Eltern prägt ein Leben lang seine Sicht der Wirklichkeit. Hinzu kommt eine immer wieder lebensbedrohliche Herz- und Lungenschwäche des sehr groß gewachsenen Mannes.
Mit 23 Jahren heiratet er in Uruguay seine Frau Pilar Saavedra. Obwohl frei von Geldsorgen, findet Supervielle spät (~1920) seinen eigenen Ton als Dichter „zwischen den Welten“. Rasch avancierte er dennoch dank guter Freunde (darunter Jean Paulhan, Henri Michaux, der Literaturwissenschaftler René Étiemble) und infolge häufiger Aufenthalte in Uruguay zum Vermittler zwischen südamerikanischer und französischer Literatur.
Kurz nach Veröffentlichung seines Gedichtbandes „Comme des voiliers“ (1910) wird er in den Krieg eingezogen. Seine Lyrik wird sehr freundlich aufgenommen von André Gide und Paul Valéry. Jacques Rivière verhilft ihm zu Veröffentlichungen in der Nouvelle Revue Française. Er übersetzt García Lorca und Jorge Guillén ins Französische.
Wegen seiner Sprachfertigkeit während des Ersten Weltkriegs in der französischen Spionageabwehr eingesetzt, trägt Supervielle zur Enttarnung der Spionin Mata Hari bei: Auf einem Brief hinter den Worten „Aqui pongo un beso“ (=Hierhin drücke ich einen Kuss) entzifferte er eine Mitteilung in unsichtbarer Tinte.
Vom Ausbruch des Zweiten Weltkriegs wird Supervielle 1939 in Uruguay überrascht und wartet in Südamerika das Ende des Krieges ab; dort pflegt er Verbindungen mit französischen Exil-Schriftstellern. Als Staatsbürger beider Länder wird er 1946 zum uruguayischen Kulturattaché in Paris ernannt. Das rettet ihn vor überraschender Mittellosigkeit, nachdem die Familienbank zusammengebrochen war.
Der Vater von sechs Kindern ist am Ende seines Lebens Mitglied in zahlreichen literarischen Jurys, wird 1960 von Zeitgenossen zum „Prince des poètes“ gewählt. Seine Tochter Denise war mit dem Germanisten und Hölderlin-Übersetzer Pierre Bertaux verheiratet und berichtet von einem Besuch seines späteren Übersetzers Paul Celan im April 1960.
Mit 76 Jahren erlag Supervielle in Paris seiner lebenslangen Herz- und Lungenschwäche.

## Werk
Als einzig nennenswerter deutscher Übersetzer hat sich Paul Celan mit 36 seiner Gedichte auseinandergesetzt. Obwohl ein ausführlicher Briefwechsel mit Rainer Maria Rilke vorliegt, der ihn als „großen Brückenbauer des Geistes“ bezeichnet, und obwohl Pierre Bertaux ihn in Berlin mit den Brüdern Mann und anderen Schriftstellern bekannt machte, ist Supervielle im deutschsprachigen Raum wenig bekannt. Die eigene Bildersprache mit absichtlichen Vieldeutigkeiten und die anspruchsvolle äußere Form in Supervielles Versen mögen eine Übersetzung erschweren.

### Versformen
Klassische Formen der französischen Poesie werden in vielen Gedichten erneuert. Streckenweise verwendet der Autor moderne, freie Versrhythmen im Stil Paul Claudels und Walt Whitmans – aber auch den munter dahinspringenden „Vers commun“ und verschiedene Mischformen. Das enge Schema des französischen Alexandriners erneuert Supervielle dadurch, dass er nach spanischem Muster zum Beispiel 14 Silben darin unterbringt oder tonlose Silben mitzählt. Die Zäsur in der Hälfte dieses Verses entfällt gelegentlich, sie wird durch Dreiteilung umspielt oder durch Position inmitten eines Wortes aufgelöst.
Dieses offene Spiel mit klassischen Formen gelingt auch beim Sonett, das er sowohl nach Shakespeares Muster in drei Quartette und eine doppelte Schlusszeile gliedert, als auch mit zwei Terzetten am Schluss gestaltet. Der Dichter orientiert sich außerdem an spanischen Stanzen und findet der Dezime ähnliche, neue Kurzformen. Wichtig in Supervielles Gedichten erscheinen nicht die perfekte Form, das abgeschlossene Ganze, sondern Anfänge, Übergänge, dahinter gelegte Dissonanzen und Zwischentöne.

### Reime
Vor allem in seiner Reimtechnik übertritt Supervielle die klassischen Regeln mit Absicht: Meist unregelmäßig gereimten Zeilen mit männlicher oder weiblicher Kadenz fügt der Dichter reimlose hinzu; außerdem liebt er Assonanzen und Binnenreime.

### Bildersprache
Die Bildersprache vieler Gedichte wirkt nur auf ersten Blick verschlüsselt. Gegenüber den französischen Surrealisten unterscheidet sich Supervielle stets durch hohe Verständlichkeit, durch logisch zusammenhängende Metaphern und einen schlüssigen Satzbau. Viele Inhalte hängen mit der Welt des Reisens, des Wassers und des menschlichen Körpers zusammen. Auch die Geologie und Astronomie inspirieren ihn zu eindrucksvollen Bildern, die er zu kleinen Fabeln in Versform zusammensetzt:

„La poésie, pour moi, c'est le concret. L'abstraction, à moins qu'elle ne soit singulièrement exaltée par le concret qui la précède et qui la suit, 
l'abstraction glace la poésie et la fait fuir.“

(Für mich ist Poesie etwas Konkretes. Wenn eine Abstraktion nicht aus- oder abgelöst wird durch Konkretes, bringt sie doch nur Erstarrung und verscheucht die Poesie.)

## Hauptwerke

### Gedichte
- Les poèmes de l'humour triste (1919)
- Débarcadères (1922)
- Gravitations (1925)
- Oublieuse mémoire (1949)
- L'escalier (1956)
- Le corps tragique (1959)

### Romane und Erzählungen
- L'homme de la pampa (1923)
- Le voleur d'enfants, Roman (1926)
- Le Survivant, Roman (1928)
- L'enfant de la haute mer, Erzählungen (1931)
- L'arche de Noé (1938)
- Premier pas de l'univers (1950)

### Theater
- La belle au bois, Komödie (1932; dt. Ritter Blaubarts letzte Liebe, 1951)
- Libretto zu Bolívar. Oper (zusammen mit Madeleine Milhaud). Musik (1943): Darius Milhaud. UA 1950.
- Shéhérazade (1949)

### Übersetzungen
- Der Ochs und der Esel im Stall zu Bethlehem (1951; neueste Ausgabe 1998, ISBN 3-85717-116-2)
- Das Kind vom hohen Meer und andere Erzählungen (1980)
- Gedichte und Legenden (1961)
- Gedichte (deutsche Auswahl, übersetzt von Paul Celan; Insel-Bücherei 932, 1968)
- Die Arche Noah. Erzählungen (1951)
- Der Kinderdieb. Roman (1949; 1961)

## Sekundärliteratur
- Lotte Specker: Jules Supervielle. Eine Stilstudie. Emil Ruegg, Zürich 1942 (Zugl. Diss. phil. Universität Zürich)
- Claude Roy: Supervielle. Poésies P., NRF, Paris 1970
- Sabine Dewulf: Jules Supervielle ou la connaissance poétique – Sous le soleil d’oubli, coll. Critiques Littéraires. 2 Bde., L’Harmattan, Paris 2001
- Tatiana W. Greene: Supervielle. Droz, Genf und Minard, Paris, beide 1958
- James A. Hiddleston: L'Univers de Jules Supervielle. José Corti, 1965 (Zugl. Diss. phil. University of Edinburgh)
- Ricardo Paseyro: Jules Supervielle – Le forçat volontaire. Mesnil-sur-l'Estrée 2002
- Henri Michaux: Jules Supervielle. Übers. Kristian Wachinger, in Verena von der Heyden-Rynsch Hg.: Vive la littérature! Französische Literatur der Gegenwart. Hanser, München 1989, S 181f. (mit Foto) (zuerst NRF, August 1954)
- Ausführliche Lit.-Angaben, darunter weitere Dissertationen, im entspr. Lemma in Richard A. Brooks & Douglas W. Alden Hgg.: A critical Bibliography of French literature. Band 6, Teil 3. Das 20. Jh. Syracuse University Press, 1980, ISBN 0-8156-2207-4